# Guerre au Moyen Âge
 (octobre 2011).
Si vous disposez d'ouvrages ou d'articles de référence ou si vous connaissez des sites web de qualité traitant du thème abordé ici, merci de compléter l'article en donnant les références utiles à sa vérifiabilité et en les liant à la section « Notes et références ».
La guerre au Moyen Âge prend des formes diverses en Europe occidentale. Si elle est dominée à partir de l'époque féodale par la figure du chevalier, elle met en cause des figures nombreuses et variées. De même, elle ne se caractérise pas par des affrontements continus et sanglants, mais plutôt par une succession d'escarmouches et de sièges. Les grandes batailles rangées sont relativement rares. En théorie, on évite de se battre l'hiver et pendant les périodes de paix imposées par l'Église (Paix de Dieu, Trêve de Dieu).

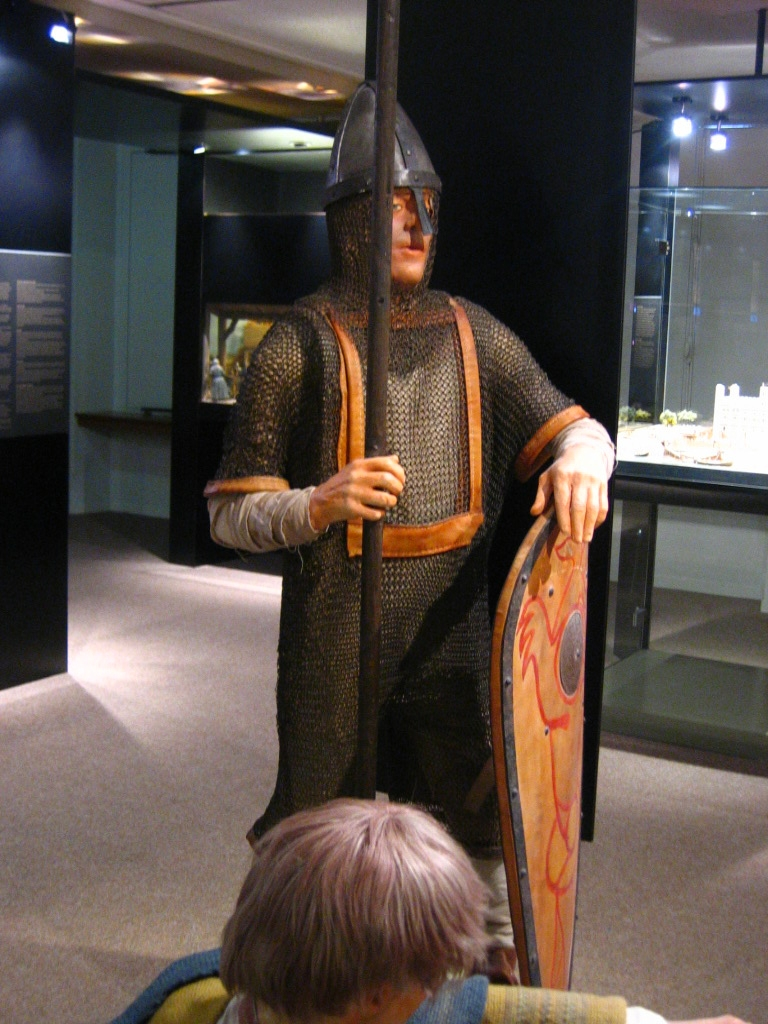
Soldats normands du XIe siècle.

## Haut Moyen Âge

### La guerre au temps de Clovis
Lire origines de l'Ost.

### L'armement des Germains
Les armes des peuples germaniques sont bien connues des historiens, grâce aux découvertes archéologiques : dans presque toutes les sociétés germaniques, le guerrier se fait enterrer en armes. Les nécropoles ont livré de nombreux objets qui permettent d'établir des typologies :
- armes offensives
  - épée
  - scramasaxe : épée courte à un seul tranchant.
  - poignard
  - angon : lance ou javelot franc dont le fer a la forme d'un harpon.
  - francisque : hache franque à un seul tranchant.
  - framée : arme au fer étroit et court mais pointu servant au corps à corps comme au combat à distance (période romaine)
  - pique
  - javelot
- armes défensives
  - casque
  - bouclier

## Les temps féodaux (Xe–XVesiècles)
Le cheval médiéval est l'attribut par l'excellence du guerrier professionnel, le chevalier. Son entretien demande un bien foncier, le fief, un assistant, l'écuyer, et des personnels spécialisés comme le forgeron. L'armure se perfectionne pour répondre aux besoins de la guerre et des tournois : haubert, heaume, écu, brogne. Le chevalier apprend dès l'enfance à manier la lance, l'épée, la masse d'arme, la hache de guerre.
Les armes d'infanterie, pique, arc, arbalète sont socialement moins considérées. Cependant, aux XIVe – XVe siècles, les chevaliers se trouvent de plus en plus en difficulté face à une infanterie disciplinée de recrutement populaire : yeomen anglo-gallois armés de l'arc long, piquiers et hallebardiers des cantons suisses qui deviennent les mercenaires suisses, janissaires ottomans. 

## Fortifications et sièges

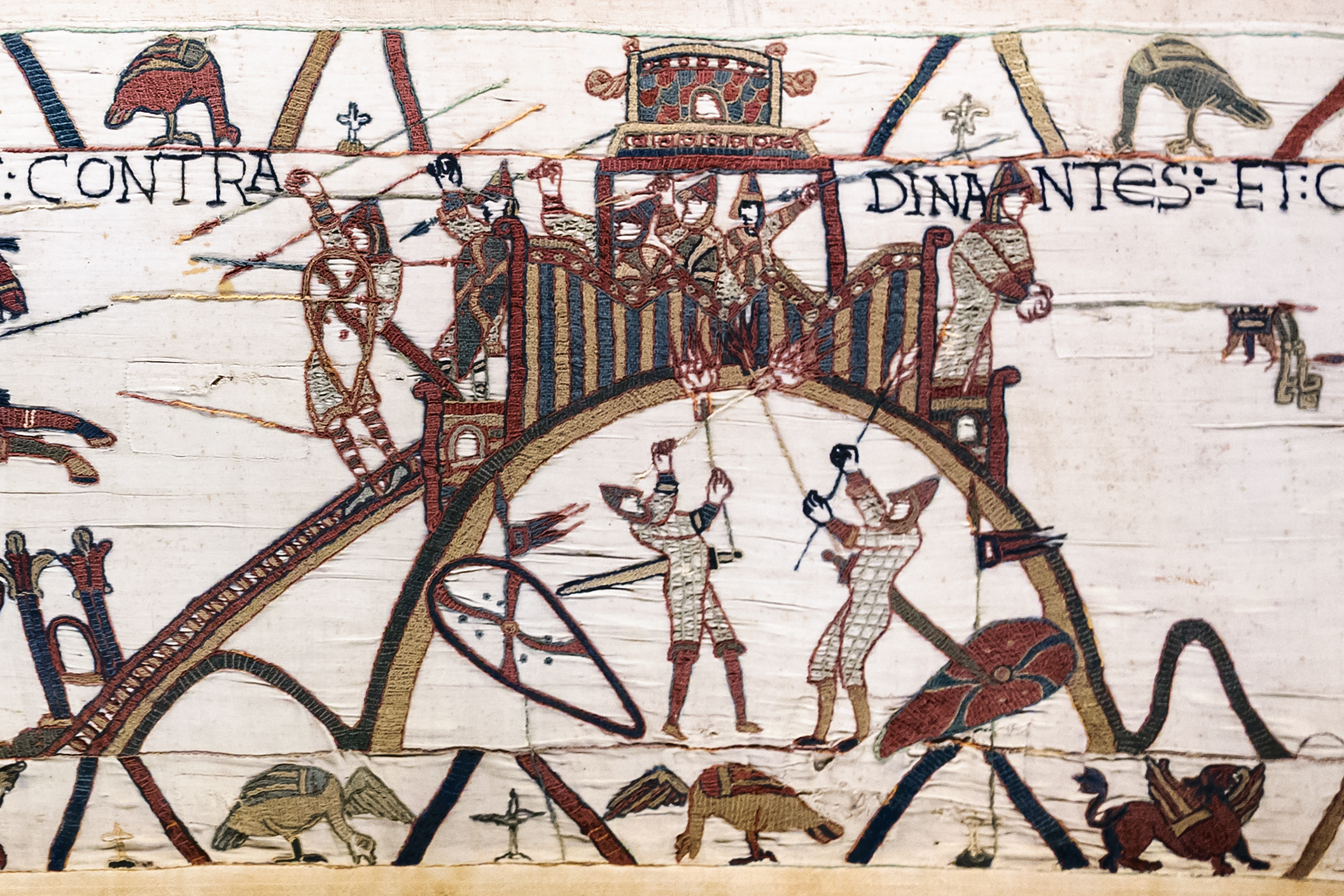
Siège d'une motte féodale au XIe siècle : détail de la tapisserie de Bayeux.

Le tacticien romain Végèce est connu au Moyen Âge ; il est traduit en français dès 1284.
L'usage des armes lourdes, catapulte, mangonneau, trébuchet puis bombarde, et des engins de siège, bélier, tour de siège, se répand au Moyen Âge ; il nécessite une classe d'artisans spécialisés. Les armes à feu apparaissent en Europe au XIIIe siècle, originaires de Chine. La bombarde se répand à partir du XIVe siècle.

## Types de troupes
- Chevalerie
- Ost - Compagnie d'ordonnance
- Antrustion - Housecarl
- Grandes compagnies
- Chevauchée
- Franc-archer - Ribauds
- Ordre militaire

### Iconographie
- Liliane et Fred Funcken, Le costume, l'armure et les armes au temps de la chevalerie, Éditions Casterman, 1978, 2 volumes,  (ISBN 2203143193)
- Florent Renaudin, L'homme d'armes au Moyen Âge, Éditions Errance, collection « Histoire vivante », 2006.